# DMR (Digital Mobile Radio Association)

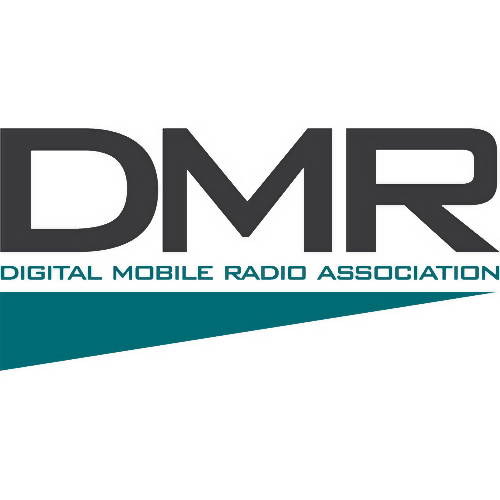
DMR logo

DMR (Digital Mobile Radio Association) egy teljesen nyilvános, nyílt szabvány, amelyet számos készülékgyártó támogat. A DMR (Digital Mobile Radio) egy digitális szabvány az ipari rádiózásban, amelyet az ETSI (European Telecommunications Standards Institue) 2006-ban tett a jelenlegi formájában publikussá. A szabvány lehetővé teszi, különböző gyártók készülékeinek azonos hálózaton történő működtetését. A DMR képes hang és adatforgalmazásra egyaránt. A DMR szabvány elsősorban ipari igényekre lett formálva olyan cégek, vállalatok számára akik megbízható rádiós infrastruktúrát szeretnének alkalmazni.
A DMR rádiókészülék adási oldalon a mikrofonon beérkezett hangot digitalizálja, és a megfelelő frekvenciára beállított vivőhullámot a digitalizált jellel modulálja. Vételi oldalon a rádió által vett jel demodulációja digitális jelet eredményez, amelyet D/A konverter hanggá alakít.
A DMR rádió hangjel mellett járulékos adatokat is továbbít. Elküldi pl. a rádió ID-jét, amely segítségével a fogadó fél rádiókészülékén megjelenik a küldő azonosítója. A GPS egységet tartalmazó készülékek a pillanatnyi helyadatokat is képesek elküldeni egy másik DMR készülékre.
A DMR rádió képes rövid szöveges üzenetek (SMS) küldésére is. Ez az SMS nem tévesztendő össze a mobilhálózatok által használt SMS-sel. Bár formátuma és mérete megegyezik, a DMR nem kompatibilis a mobilhálózatokkal, itt a küldés közvetlen rádióról rádióra történik.
Mivel a jeltovábbítás digitális, így mind a hangátvitelben mind az adatátvitelben titkosító algoritmusok is használhatók.

## Felhasználási kategóriák

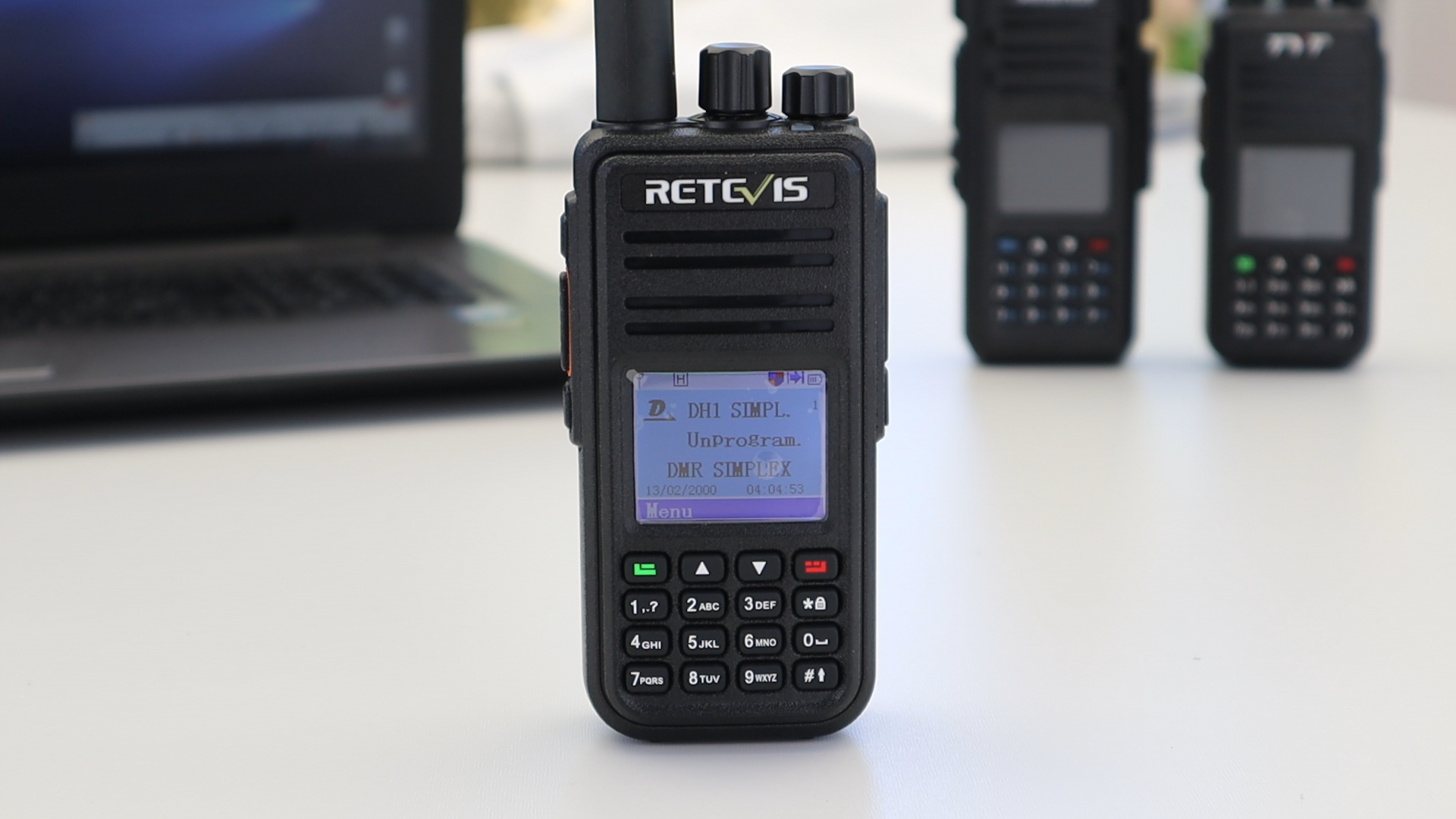
Retevis RT3S DMR kézirádió

## Felhasználási kategóriák[3]

### DMR Tier I – Szabad felhasználású rádiók
A DMR Tier I-es szabványt alapul véve, egyszerű rádiókommunikáció fejlesztették a 446MHz-es, díjmentes PMR sávban, maximum 0.5W-os teljesítménnyel. A DMR Tier I-es rádiók magánjellegű felhasználásra készültek szabadidős tevékenységekhez vagy egyéb egyszerű alkalmazáshoz, ahol nincs szükség nagy területi lefedettségre, vagy egyéb speciális funkcióra. 

### DMR Tier II – Engedélyköteles üzemi rádió

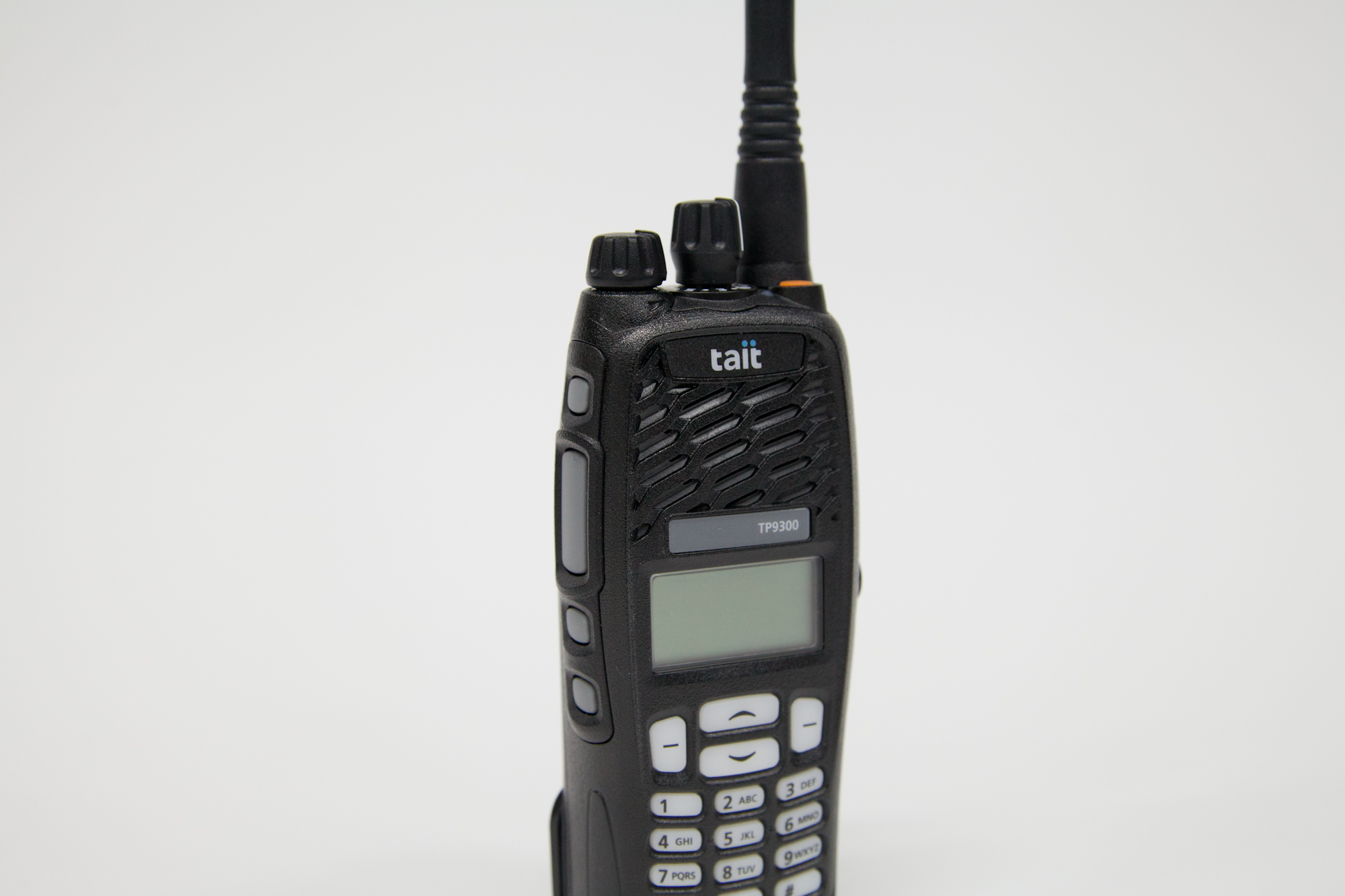
DMR Trier III kézirádió

A DMR Tier II, vagy más néven a hagyományos DMR, felöleli a mobil rádiós rendszereket, a 66-960 MHz-en üzemelő, engedélyköteles kézi és a jármű (mobil) rádiókat. DMR Tier II-es rendszerben működő rádiók olyan átjátszó állomások segítségével kommunikálnak, melyek képesek telefonos hálózatokkal, más mobil rádiós rendszerekkel és integrált alkalmazásokkal  is kapcsolatot létesíteni.

### DMR Tier III – Digitális trönkölt rádiórendszer
A DMR trönkölt rádiórendszer is a 66 – 960 MHz-es frekvenciasávot használja. A DMR Tier III az MPT 1327-hez és TETRA-hoz hasonlóan támogatja a hangösszeköttetések és a rövid szöveges üzenetek küldését. Továbbá a DMR szabvány ezen szintje támogatja a csomagkapcsolt adatátviteli szolgáltatásokat, úgy mint az IPv4-et és az IPv6-ot. Trönkölt DMR rendszerben a rádiós infrastruktúra központosított.

## A DMR protokol rétegei
1. Réteg:
- Rádiófrekvenciás egység, terjedési közeg
- Adási és vételi üzemmódváltás
- Moduláció és demoduláció
- Frekvenciák és szimbólumok szinkronizálása
- A löket felépítése

2. Réteg:
- Csatornakód előállítása, FEC, CRC
- Összefűzés, kibontás, bit rendezés
- Nyugtázási és újrapróbálkozási mechanizmus
- Média-hozzáférés vezérlése, csatornakezelés
- Adatkeret felépítése, szinkronizálása
- Löket-paraméterek definiálása
- Kapcsolat címzése, forrás és cél
- Hang digitalizálás, tömörítés (vocoder)
- Adathordozó szolgáltatások
- Felhasználói adatok cseréje

3. Réteg:
- Hívások létrehozása, fenntartása és befejezése
- Privát és csoporthívások küldése, fogadása
- célcímzés (DMR azonosítók vagy adott esetben átjáró)
- belső szolgáltatások támogatása (vészjelzés, sürgős hívás, késői belépés stb.)
- bejelentkezési jel

## A DMR által használt frekvenciák
Elvileg bármilyen rádiófrekvencián megvalósítható a digitális jelek továbbítása. A felhasználói piacra szánt DMR rádiókészülékek leginkább az ultrarövid- és a deciméteres hullámokat használják.
Mivel a DMR szabványt eredetileg ipari felhasználásra szánták, kezdetben a DMR rádiók csak azokon a frekvenciákon voltak képesek működni, amelyek ipari felhasználásra vannak kiosztva.
Jelenleg már forgalomban vannak olyan DMR rádiók is, amelyek az ulrarövid és a deciméteres hullámok nagy részén képesek kommunikálni.
Az amatőr rádiózásban is kezd elterjedni, Magyarországon is kezd kiépülni nagyobb hatótávolságú átjátszók által megvalósított DMR hálózat. 
Elvileg a PMR frekvenciákon szabadon is lehet DMR rádióval kommunikálni, de a PMR sávokon egy másik digitális kommunikáció terjedt el, a dPMR.

## Csatorna és adásmód

### A DMR csatorna jellemzői
A DMR rádiók 12,5 kHz-es csatornasávszélességgel dolgoznak. A szabvány kialakításakor szempont volt, hogy a DMR átvitel ne okozzon zavart az analóg rádiók kommunikációjában. Mivel az analóg adóvevők esetén is 12,5 kHz az általánosan elterjedt csatornasáv-szélesség, így a DMR rádiókat is erre a csatornasáv-szélességre alakították ki. Így elérhető, hogy ha egy adott csatorán DMR forgalmazás van, és a szomszédos csatornában analóg kommunikáció, akkor a két csatorna között nem lép fel kölcsönös zavarás. 
A DMR rádióknál még létezik egy keskenysávú üzemmód is, amely 6,25 kHz-es csatornasáv-szélességű. 

### Adásmód
A DMR-rendszer 4-FSK eljárást használ ahol egyidejűleg 2 Bit sugárzunk ki. Az FSK (Frequency Key Shifting) tulajdonképpen a digitális verziója az analóg frekvenciamodulációnak.
Ha a 00 binárist kell átvinni akkor az első frekvenciát, ha 01 binárist akkor a másodikat, ha a 10-át akkor a harmadikat és ha 11-et akkor a negyediket használja. A DMR az itt felsorolt frekvenciákat használja +0,648 kHz, +1,944 kHz és a -0,648 kHz, -1,944 kHz az adott csatornaközépi frekvenciájához viszonyítva.

### Időosztás (Time Slot)
A DMR lehetővé teszi egyetlen 12,5 kHz-es csatornán két egyidejű és egymástól független hívás lebonyolítását. Ezt TDMA, azaz időosztásos többszörös hozzáférés (Time Division Multiple Access) segítségével érik el. A TDMA alatt a DMR megtartja a 12,5 kHz-es csatornasáv-szélességet, és két váltakozó időrésre (Time Slot), 1-re és 2-re osztja, ahol minden időrés különálló kommunikációs útvonalként működik.
A két időrés összidőtartama 60 ms, egy-egy időrésé 30 ms. A tényleges átvitel 27,5 ms ideig tart, amely az időrés közepén van. Az időrés elején a készülék várakoztatja az átvitelt, mivel a rádiófrekvenciás egység elindulásához idő kell. Az átvitel után szintén időre van szüksége a rádiófrekvenciás egységnek hogy leálljon, és a készülék vételre kapcsoljon.

### Frekvenciaosztás
A keskenysávú, 6,25 kHz-es sávszélességű üzemmód esetén nincs időosztás, ezt a módot frekvenciaosztásos többszörös hozzáférésnek nevezzük. Az FDMA , azaz a frekvenciaosztásos többszörös hozzáférés (FDMA – Frequency Division Multiple Access), a csatornakapacitás növelésének egy alternatív megközelítése, amely a 12,5 kHz-es különálló 6,25 kHz-es csatornára osztja. Elméletileg a 6,25 kHz-es FDMA-ban működő rádiók képesek két új csatorna egymás mellé préselésére egy régi 12,5 kHz-es csatornában. A frekvenciaosztásos üzemmód kevésbé hibatűrő, ás érzékenyebb a szomszéd csatornában előforduló zavarokra.

### Összegzés
|                            | Normál üzemmód | Keskenysávú üzemmód |
| -------------------------- | -------------- | ------------------- |
| Adásmód                    | 12К5F7EDT      | 6K25F7EDN           |
| Csatornasávszélesség (kHz) | 12,5           | 6,25                |
| Időosztás                  | 2 slot         | nincs               |

## Színkód (Color code)
Két azonos csatornára beállított, egyazon időrésen dolgozó DMR készülék csak akkor képes kommunikálni egymással, ha mindkét készüléken ugyanaz a színkód van beállítva. A színkódnak hasonló a szerepe mint az analóg rádiók esetén a CTCSS-nek vagy a DCS-nek. 16 színkód van, 0..15 -ig számozva.

## Számozás és címzés
Minden teljes kapcsolatvezérlési üzenetet egy forrásazonosító (ID) továbbítására kell használni, amely azonosítja az adó entitás egyedi címét, és egy célazonosító (ID) továbbítására, amely azonosítja a fogadó entitás (vagy entitások) címét. A forrás- és célazonosítóknak mindig 24 bit hosszúságúaknak kell lenniük. A DMR címzési sémáját a táblázat mutatja: 
|               | Első DMR ID | Első DMR ID   | Utolsó DMR ID | Utolsó DMR ID | Megfeleltetés   | Címek száma | Leírás |
| hexadecimális | decimális   | hexadecimális | decimális     |               | Megfeleltetés   | Címek száma | Leírás |
| ------------- | ----------- | ------------- | ------------- | ------------- | --------------- | ----------- | --- |
| Csoport ID    | 000000      | 0             | 000000        | 0             | Null            | 1           | Null |
| Csoport ID    | 000001      | 1             | FFFCDF        | 16776415      | Talkgroup ID    | 16776414    | Csoporthívószámok |
| Csoport ID    | FFFCE0      | 16776416      | FFFFDF        | 16777183      | Fenntartott     | 768         | Fenntartott |
| Csoport ID    | FFFFE0      | 16777184      | FFFFEF        | 16777199      | Címzés nélküli  | 16          | Nem címzésre használt |
| Csoport ID    | FFFFF0      | 16777200      | FFFFFF        | 16777215      | Mindent fogad   | 16          | Speciális célra |
| Privát ID     | 000000      | 0             | 000000        | 0             | Null            | 1           | Null |
| Privát ID     | 000001      | 1             | FFFCDF        | 16776415      | Egyéni címek    | 16776414    | Rádiókészülékre kiosztott hívószámok |
| Privát ID     | FFFCE0      | 16776416      | FFFEDF        | 16776927      | Fenntartott     | 512         | Fenntartott |
| Privát ID     | FFFEE0      | 16776928      | FFFEEF        | 16776943      | Rendszerátjárók | 16          | A rendszerhez (pl. jelerősítő) és a rendszerhez csatlakoztatott eszközökhöz vezető átjárók, amelyek nem címezhetők a DMR azonosítón keresztül (pl. alközpont, PSTN, SMS router) |
| Privát ID     | FFFEF0      | 16776944      | FFFFEF        | 16777199      | Egyedi címek    | 256         | Testreszabható |
| Privát ID     | FFFFF0      | 16777200      | FFFFFF        | 16777215      | Mindent fogad   | 16          | Speciális célra |

## Titkosítás
Bár a DMR-t elsősorban polgári és ipari alkalmazásokhoz fejlesztették ki, a kicserélt információk bizalmasságának védelme fontos lehet. A DMR Szövetség a következő forgalomtitkosítási lehetőségeket határozta meg: 
- ARC4 40 bit
- DES 64 bit
- AES128 128 bit
- AES256 256 bit

Ha bekapcsoljuk a titkosítást, mind a hang-, mind az adatforgalom titkosítva van. A titkosított hívást csak az a rádió érzékeli, amelynél a titkosító kulcs megegyezik a hívó fél rádióján beállított titkosító kulccsal.

## Specifikációk
- TS 102 361-1 Air interface protocol (Légi interfész protokol)
- TS 102 361-2 Voice and General services and facilities (Hang és általános szolgáltatások, létesítmények)
- TS 102 361-3 Data protocol (Adatátviteli protokol)
- TS 102 361-4 Trunking protocol